# 12578 Bensaur
12578 Bensaur este un asteroid din centura principală de asteroizi.

## Descriere
12578 Bensaur este un asteroid din centura principală de asteroizi. A fost descoperit pe 7 septembrie 1999 la Socorro, New Mexico, în cadrul proiectului LINEAR. Asteroidul prezintă o orbită caracterizată de o semiaxă mare de 2,30 ua, o excentricitate de 0,13 și o înclinație de 7,3° în raport cu ecliptica.